# Casa Francesc Comas
Casa Francesc Comas és una obra de Caldes de Montbui (Vallès Oriental) protegida com a bé cultural d'interès local.

## Descripció
Casa unifamiliar entre mitgeres de planta baixa i un pis, amb un petit jardí a la part posterior. Era la típica casa d'estiueig de principis de segle xx. L'estructura és la tradicional, de murs portants amb forjats unidireccionals de bigues de fusta. La façana és quasi simètrica respecte a un eix central. Només l'entrada principal està desplaçada respecte el centre, degut a la distribució en planta. Aquesta asimetria de la porta queda neutralitzada per l'ordre en la disposició dels altres forats, tant en sentit vertical com en l'horitzontal, i per la simetria que marca tan clarament el coronament de l'edifici. La component horitzontal està molt més marcada que la vertical degut a les motllures que emmarquen els forats i que els ressegueixen a la balconada del primer pis, que recull els tres forats, i a les proporcions de l'alçat, molt més amples que altes. Els forats són força similars i verticals. Tots els elements arquitectònics són d'inspiració modernista. L'acabat de la façana és arrebossat. Cal destacar l'original remat de l'edifici, d'inspiració modernista, els tres escuts que hi ha en el balcó sobre les portes de sortida, el treball de ferro forjat de la barana del balcó de la primera planta i de les reixes de les finestres de la planta baixa, així com els elements de decoració de la façana.
L'arquitectura del Remei és força homogènia, amb unes alçades de dos i tres plantes, amb una tipologia força similar de cases unifamiliars d'estiueig entre mitgeres. És un dels ambients urbans més valuosos de la vila de Caldes.

## Història
La casa és possiblement del segle xix, però segons els plànols trobats a l'arxiu històric de l'ajuntament, hi ha un projecte de reforma de la façana datat l'any 1913. En aquella època la casa era de propietat de Francisco comar, avantpassat de l'actual propietari Pedro Comas. És d'estil clarament modernista.
La casa se situa en el passeig del Remei, construït als voltants de 1860 i empedrat entre els anys 1918 i 1919. El seu nom és degut al fet que aquest porta a l'ermita del Remei. Les edificacions del passeig es realitzaren principalment a finals del segle xix i principis del XX, amb una tipologia força similar de cases unifamiliars d'estiueig entre mitgeres, amb unes alçades molt semblants, de dos i tres plantes.